# Enrique Careaga
Enrique Careaga (Asunción, 30 de agosto de 1944 − ibídem, 9 de mayo de 2014) fue un artista plástico paraguayo.

## Biografía
Nació el 30 de agosto de 1944.Realizó estudios de Arquitectura en la Universidad Nacional de Asunción y en el Taller de Arte Moderno de Cira Moscarda, de Asunción. Luego de su primera exposición en "Asedio", en 1963, integró el grupo de "Los novísimos" en 1964. Desde esa fecha concurría a muestras internacionales de arte.
Fue cofundador del Museo de Arte Moderno de Asunción en 1965 y recibió una beca del gobierno francés para realizar estudios de integración del arte y la arquitectura en el taller de Victor Vasarely entre 1966 y 1967.
Vivió y trabajó en Francia, en la ciudad de París desde 1966 hasta 1978. Formó parte, en todo ese tiempo, del movimiento óptico y cinético de la Escuela de París.

### Premios y logros obtenidos
Recibió varios premios y galardones entre los que destacan la "Mención de Honor" en Pintura en el Concurso de Artes Plásticas convocado por el Centro Cultural Paraguayo Americano en 1964, la "Mención de Honor" en Grabado en idéntico Concurso al anterior en 1966, la "Plaqueta de Oro" en la 3.ª Bienal de Córdoba, Argentina en 1966 y el "Premio Especial" en la 1.ª Bienal Internacional del Deporte, en Montevideo, Uruguay (1980).
Participó en la Bienal de São Paulo, entre 1965 y 1969, en la X Edición del célebre encuentro artístico fue señalado como uno de los diez creadores más provisores entre los jóvenes concurrentes a dicho evento internacional; en la Bienal de París en 1969; en la Bienal de Medellín, Colombia en 1970 y 1981); en la Trienal Latinoamericana del Grabado, en Buenos Aires (1979). Entre las principales exposiciones colectivas de las cuales hizo parte, figuran, en 1974: "Agam, Careaga, Rivers, Riley, Le Parc, Vasarely, Soto"; en el Museo de Stanford de los Estados Unidos, en 1976: "Image in Movement", en la Lilian Heidenberg Gallery de New York, Estados Unidos de América.
En 1980:"Panorama Benson y Hedges" en el Museo de Bellas Artes de Buenos Aires; en 1982: en el Museo de Arte Contemporáneo de Santiago de Chile; en 1983: "Vasarely y sus amigos" en el Museo de Arte Contemporáneo de Montevideo, Uruguay; en 1989: en la "Maison des Cultures du Monde" en  París, en Nantes (Francia) y en el "Gran Defilé a Delhi", en la India; en 1992 en el Pabellón de la OEA en la Expo ´92 de Sevilla, España y "De Torres García a Soto" en el Museo de arte de las Ameritas de Washington D. C., EE. UU., en 1993: "L’ Amerique dans tous ses etas"" en la  Maison de L’ Amerique Latine en París..

## Principales exposiciones individuales
- En 1975, en la Galería Sincron de Brescia (Italia)
- En 1979, en la Galería Sepia de Asunción
- En 1980, en el Museo de Arte Americano de Maldonado (Uruguay)
- En 1990: “Documentum-XXV-ANNI”, muestra retrospectiva en el Centro Cultural de la Ciudad, en Asunción
- En 1993, en Plástica Nueva Galería, de Santiago de Chile
- En 1996 en “La Galería” de Punta del Este (Uruguay).

Careaga inauguró su muestra de pinturas de la serie denominada "Movimiento Circular", especialmente elaboradas con motivo de las celebraciones del CXCVI aniversario de la Independencia de México, en el Espacio Cultural Pedro Páramo, de la Embajada de México (España y San Rafael) donde permanecieron en exhibición por espacio de varias semanas.
“Espacio, Luz y Movimiento” se denominó la exposición de este artista plástico que se realizó en el Instituto Cervantes de la ciudad de Múnich (Alemania) en junio del 2008. La muestra estuvo compuesta por unas 20 obras de mediano y gran formato del artista, además de alrededor de 15 bocetos sobre cartulina y esbozos hechos a lápiz.
Sus primeros pasos en el arte se dieron en el terreno del expresionismo abstracto y luego en el arte pop. No obstante, su obra es reconocida por el uso de los espacios mediante la geometría, y la exploración de esta última en la plástica latinoamericana.
En su 48 aniversario, el Museo de Barro exhibió una colección de obras de Enrique Careaga, denominada El Origen Geométrico. Por primera vez al público se mostrará una colección de 40 bocetos, apuntes y borradores de Careaga. Estos trabajos forman parte de una mirada retrospectiva que, desde el año 2005, lanza el artista sobre su obra realizada en París durante los años ’70.

## Logros obtenidos
- 1965 Cofundador del Museo de Arte Moderno de Asunción.
- 1966?67 Beca de estudios del Gobierno Francés.
- 1980?84 Representante de los artistas en el Consejo Administrativo de la Fundación Museo de Arte Moderno de Asunción.

Sus obras figuran en numerosas e importantes colecciones privadas nacionales e internacionales.
Exposiciones Personales
- Galería Tayi, Asunción, 1966.
- Galería Sincron, Brescia, Italia.
- OAS Gallery Washington D. C., 1975.
- Galería A, Parma, Italia.
- Shippensburg State Coll, Pa., U.S.A., 1976.
- Galería "Espacio Unika", Punta del Este, Uruguay, 1979, 1981.
- Museo de Arte Americano de Maldonado, Uruguay, 1980.
- Galería Estrella, San Bernardino, Paraguay, 1983, 1985.
- Galería Agustín Barrios, Asunción, 1984.
- Galería Magíster, Asunción, 1986, 1988, 1990.
- Galería Manzione, Maldonado, 1987.
- Galería Latina, Montevideo, 1990.
- Centro Cultural de la Ciudad, Asunción, 1992.
- Galería Fábrica, Asunción, 1992.
- Galería Plástica Nueva, Santiago, Chile, 1993.
- Municipalidad de Puerto Varas, Chile, 1993.
- Galería La Casona de Gaja, San Bernardino, Paraguay, 1994.
- Arte Nuestro Galería, Villarrica, Paraguay, 1994.
- Viejo Galpón, San Bernardino, Paraguay, 1995.
- Club Social, Encarnación, Paraguay, 1995.
- Hall de "Edificio El Torreón",actualmente, en Punta del Este,(Maldonado), Uruguay, 2011.

## Descripción de sus exposiciones
Retorno 7 de abril de 2005
Llevada a cabo en el Centro de Artes Visuales / Museo del Barro. Esta exposición tiene el sentido de una vuelta sobre su propia obra, una mirada retrospectiva fijada en un momento específico de su trayectoria.
Movimiento Circular 11 de septiembre de 2006
Desde la experimentación óptica y ajenos a cualquier inquietud metafísica, nos internamos en el campo de lo ritual: un “espacio sagrado” a partir de la perfecta combinación de dos símbolos tradicionalmente poderosos, el cuadrado y el círculo.

## Estudios
- 1959/62 Escuela de Bellas Artes "Lucinda Moscardón", Asunción.
- 1964/66 Arquitectura, Universidad Nacional de Asunción.
- 1966/67 Integración del Arte y la Arquitectura, Atelier de Victor Vasarely, París, Francia.